# Hellmut Heinrich Schmid

Hellmut Heinrich Schmid (ca. 1970)

Hellmut Heinrich Schmid (* 14. September 1914 in Dresden; † 27. April 1998) war Professor für Geodäsie und Photogrammetrie (1974–1984) an der ETH Zürich, wo er 1985 emeritiert wurde. In den 1950er Jahren forschte er an Raumfahrt-Instituten der USA.

## Schwerpunkte seiner wissenschaftlichen Arbeit in Europa
Schmid arbeitete im Bereich der geodätischen Messtechnik beim V2-Raketenprojekt in Peenemünde (um 1942). Nach dem Krieg bis 1959 hatte er Anteil an der Entwicklung der Satellitengeodäsie und legte theoretische Grundlagen für die Analytische Photogrammetrie in Matrizenrechnung (1950er Jahre, USA; siehe auch Richard Finsterwalder). Von etwa 1965 bis 1978 forschte er auf dem Gebiet der hochpräzisen Auswertung von fotografischen Messbildern. Weitere Beiträge leistete er zur geodätischen Ausgleichsrechnung, zur Netzverbesserung und zur Blocktriangulation. Um 1975 erschienen Arbeiten zur Optimierung von Koordinatentransformationen sowie die Entwicklung räumlicher Schnittverfahren für die analytische Photogrammetrie.
Am bekanntesten wurde Hellmut Schmid durch seine Mitarbeit am Weltnetz der Satellitentriangulation, das 1969 bis 1973 durch Simultanmessungen von 46 Bodenstationen zum speziellen Ballonsatelliten PAGEOS bestimmt wurde.

## Weltnetz der Satellitengeodäsie
Dieses in internationaler Kooperation 1973 fertiggestellte Werk war das weltweit erste Vermessungsnetz, das mit 46 mobilen Observatorien alle sechs Kontinente umspannte. Obwohl die gegenseitigen Distanzen rund 4000 km betrugen, erzielte Schmid bereits im 1. Schritt eine Genauigkeit besser als 1:1 Million (etwa ± 4–6 Meter), was damals für die interkontinentale Vermessung einen Genauigkeitssprung um den Faktor 10–20 bedeutete. In den folgenden Jahren wurden durch Kombination mit Messdaten von Dopplersatelliten sogar ±3 m erreicht.
Das Weltnetz der Satellitengeodäsie wurde von Schmid selbst konzipiert und benützte in wechselnder Aufstellung etwa 15 Satellitenkameras vom Typ BC-4 (1:4 / 30 cm). Als Hochziel diente der eigens dafür gestartete Satellit PAGEOS, ein 40 m großer Ballonsatellit in rund 4000 km Flughöhe. Die Messteams waren jeweils einige Wochen pro Observatorium tätig, bis rund 100 gute Fotoplatten aufgenommen waren – sie mussten simultan auch von zwei benachbarten Stationen gelingen. Die Messgruppen waren internationaler Herkunft. Deutschland stellte mehrere Teams, Österreich und die Schweiz meist eines abwechselnd.

## Weltnetz und Erdfigur
Mit dem Weltnetz etablierte Hellmut Schmid die erste globale, rein geometrische Erdmessung, welche die bis dato nur indirekt (über Lotabweichungen) möglichen interkontinentalen Messstrecken ideal ergänzte. Ein dem 46-Punkt-Polyeder eingeschriebenes Erdellipsoid war etwa dreimal genauer als die nächstältere Lösung und stimmt mit den heutigen Ergebnissen innerhalb von 10 m (also der erwarteten Genauigkeit) überein. In späteren Jahren befasste sich Schmid – wie auch der US-Geodät Ivan I. Mueller – unter anderem mit dem Problem, kleine systematische Fehler aus den Messdaten zu analysieren und mit anderen, auch physikalischen, Messverfahren abzugleichen.
Hellmut Schmid hat über 100 Fachartikel publiziert und hat mehrere Lehrbücher herausgegeben.

## Ehrungen
Seit 1970 war er korrespondierendes Mitglied der Bayerischen Akademie der Wissenschaften.

## Schriften
- Über die Modelldeformationen, hervorgerufen durch Restfehler der gegenseitigen Orientierung. Dissertation. Technische Hochschule Dresden, 1941.
- Eine allgemeine analytische Lösung für die Aufgabe der Photogrammetrie, Bildmessung und Luftbildwesen, Organ der Deutschen Gesellschaft für Photogrammetrie e. V., 1958, 1957–58, 103–113
- A general analytical solution to the problem of photogrammetry. Ballistic Research Laboratories, Report No. 1065, USA 1959.
- mit Karl-Rudolf Koch: Error Study for the Determination of the Center of Mass of the Earth from Pageos Observations. ESSA Technical Memorandum CaGSTM7, Rockville, Maryland 1970.
- mit K. R. Koch: Geodetic Data. American Institute of Physics Handbook. New York 1972.
- A worldwide Network of Satellite Triangulation. In: Journal of Geophys. Res. USA 1973.
- Der Beitrag der Photogrammetrie zum heutigen Stand der Geodäsie. Mitt.-Heft 18. Institute of Geodesy and Photogrammetry, ETH Zürich 1975 (blaue Reihe).
- Ein allgemeiner Ausgleichungs-Algorithmus für die numerische Auswertung in der Photogrammetrie. Mitt.-Heft 22. ETH Zürich 1978.
- mit Siegfried Heggli: Räumliche Koordinatentransformation. Eine pseudo-lineare Formulierung als Annäherungslösung für eine strenge Ausgleichung mit entsprechendem Fortran-Programm. Mitt.-Heft 23. ETH Zürich 1978.
- mit René Scherrer: Vom freien zum gelagerten Netz Anhang I+II: Anfelderung … minimalisierter Klaffungen; Numerische Beispiele. Mitt.-Heft 29. ETH Zürich 1980.
- mit R. Conzett, H. J. Matthias (Hrsg.): Ingenieurvermessung 80. Band 1, B9/1-B9/9, Dümmler, Bonn 1981.